# Eduardo Lobos
Eduardo Eugenio Lobos Landaeta (Curicó, Región del Maule, Chile; 30 de julio de 1981) es un exfutbolista y actual entrenador chileno.  
Como jugador, se desempeñaba como portero. 

## Trayectoria

### Como jugador
Se inició en el equipo de su ciudad natal a los siete años, para luego pasar a las divisiones inferiores de Colo-Colo donde llega a debutar en el año 2000 en el empate de su equipo frente a Deportes Concepción. Tras su debut solo volvió a jugar un partido para pasar a ser el arquero titular en el año 2002 donde lograría su primer título. 
En el 2003 su carrera fue decayendo gradualmente debido a una luxación en su hombro durante un partido contra Boca Juniors donde Rolando Schiavi lo impacta con un topetazo en la Copa Libertadores del 2003 haciéndolo perder la titularidad contra Claudio Bravo. Después partió al Audax Italiano, en donde fue regular en la titularidad pero solo permanecería un semestre.

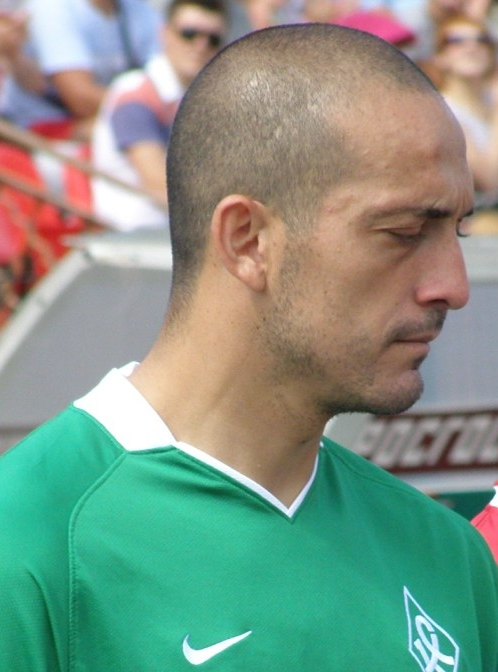
Eduardo Lobos jugando por el Krylia Sovetov

A principios del 2005 partiría a Huachipato, pero antes de debutar, llegó una oferta del Krylia Sovetov de Rusia, y emigró en enero de 2005 a Samara donde llegaría gracias a unos vídeos de sus mejores jugadas. En el equipo ruso permanece por seis años donde logró llegar a disputar dos partidos de la Copa UEFA. 
En 2011 y tras finalizar contrato con el Krylia Sovetov ficharía por otro equipo ruso, el Lokomotiv, pero este fichaje se vería frustrado a último momento debido a cambios de último momento en las condiciones económicas lo cual lo llevaría regresar a Chile para fichar sorpresivamente por Unión Española siendo el "tapado" de la Noche Hispana.
Luego de jugar el primer semestre del 2011 a buen nivel en el equipo hispano es contratado por tres años por el Hapoel Tel Aviv de Israel, donde recibiría un sueldo millonario sin embargo el fichaje caería y regresaría a Chile para fichar por su club formador, Colo-Colo, pero debido a que su nuevo equipo ya contaba con los seis fichajes permitidos por el reglamento, es enviado a préstamo a Santiago Wanderers de Valparaíso. Tras tener un regular cometido en el cuadro porteño donde sufrió una grave lesión al hombro y luego debió disputar la liguilla de promoción intenta negociar su permanencia en el puerto pero finalmente debe regresar al club dueño de su pase que es Colo-Colo. 
A comienzos de 2012 y tras no ser considerado por el técnico de Colo-Colo Ivo Basay, Lobos es enviado nuevamente a préstamo al cuadro de Unión Española.
Tras un año de estar en Unión Española, vuelve al club dueño de su pase Colo-Colo.
El 23 de enero de 2015 se confirma su fichaje por el Club Deportivo San Marcos de Arica, terminando así un breve período en el cual se encontró sin club.
Para la temporada 2015-2016 fue contratado por Cobresal, renunciando a dicho equipo el 4 de marzo de 2016 por motivos personales.
Tras algunos meses sin jugar, y tras la aceptación de Héctor Tapia de dirigir la banca de Everton de Viña del Mar, Lobos firma contrato con los ruleteros.
A mediados de 2018 llega en calidad de préstamo a Coquimbo Unido, club en el cual no tuvo participación, regresando a Everton en 2019 para finalmente acordar su desvinculación.

### Como entrenador
En noviembre de 2020 es anunciado como el nuevo entrenador de Iberia de la Segunda División de Chile.Finalizada la temporada 2021, se anuncia que no renovó su contrato con el equipo azulgrana;en marzo de 2022, es anunciado como el nuevo adiestrador de San Antonio Unido de la misma división.El 1 de julio del mismo año, es anunciada su desvinculación de San Antonio Unido.En mayo de 2023 es anunciado como el nuevo estratega de Deportes Linares de la Segunda División chilena,equipo en donde logró salvarse del descenso a Tercera A durante la última fecha.En marzo de 2024, se rumoreó su inminente salida del banco debido a los malos resultados, pero solamente en abril del mismo año se anunció su salida del banco albirrojo, con solo una victoria en 8 fechas.

## Selección chilena
Disputó el Campeonato Sudamericano Sub-20 de 2001 jugado en Ecuador donde se vistió de goleador, ya que el técnico Héctor Pinto no pudo contar con 5 jugadores suspendidos por lo cual debió hacer ingresar a Lobos como delantero en el tramo final del partido. Cuando faltaban 5 minutos para el final del partido, anotó el tercer gol en la victoria por 3-1 ante la Selección de fútbol de Bolivia. Con ese resultado Chile pudo clasificar a la siguiente fase del torneo. Luego disputó la Copa Mundial de Fútbol Sub-20 de 2001 donde Chile quedaría eliminado en primera ronda.
Tuvo su única participación por la Selección Chilena jugando frente a la Selección de fútbol de Israel, en una derrota por 1-0.

### Participación en Copas del Mundo
| Mundial                          | Sede      | Resultado     |
| -------------------------------- | --------- | ------------- |
| Mundial de Fútbol Sub-20 de 2001 | Argentina | Primera Ronda |

### Partidos internacionales
| 1     | 26 de marzo de 2008 | Estadio Ramat Gan, Ramat Gan, Israel | Israel     | 1-0 | Chile | -1 |  | Marcelo Bielsa | Amistoso |
| Total | Total               | Total                                | Presencias | 1   | Goles | -1 |  |                |          |

| Selección chilena | Selección chilena | Selección chilena |
| Año               | Partidos          | Goles             |
| ----------------- | ----------------- | ----------------- |
| 2008              | 1                 | -1                |
| Total             | 1                 | -1                |

## Clubes

### Como futbolista
| Club                          | País  | Año       |
| ----------------------------- | ----- | --------- |
| Colo-Colo                     | Chile | 2000-2003 |
| Audax Italiano                | Chile | 2004      |
| Krylia Sovetov                | Rusia | 2005-2010 |
| Unión Española                | Chile | 2011      |
| Colo-Colo                     | Chile | 2011-2014 |
| → Santiago Wanderers (cedido) | Chile | 2011      |
| → Unión Española (cedido)     | Chile | 2012      |
| San Marcos de Arica           | Chile | 2015      |
| Cobresal                      | Chile | 2015-2016 |
| Everton                       | Chile | 2016-2019 |
| → Coquimbo Unido (cedido)     | Chile | 2018      |

### Como entrenador
| Club              | País  | Año       | PJ | PG | PE | PP | Rendimiento |
| ----------------- | ----- | --------- | -- | -- | -- | -- | ----------- |
| Iberia            | Chile | 2020-2021 | 34 | 16 | 9  | 9  | 55.88%      |
| San Antonio Unido | Chile | 2022      | 15 | 5  | 5  | 5  | 44.44%      |
| Deportes Linares  | Chile | 2023-2024 | 26 | 6  | 9  | 11 | 34.62%      |
| Total             | Total | Total     | 75 | 27 | 23 | 25 | 46.22%      |